# Raymond Gallois-Montbrun
Raymond Gallois-Montbrun (ur. 15 sierpnia 1918 w Sajgonie, zm. 13 sierpnia 1994 w Paryżu) – francuski kompozytor i skrzypek.

## Życiorys
W latach 1929–1939 studiował w Konserwatorium Paryskim, gdzie jego nauczycielami byli Firmin Touche (skrzypce), Henri Büsser (kompozycja) oraz Jean i Noël Gallon (teoria). Studia ukończył z wyróżnieniem. W 1944 roku otrzymał Prix de Rome za kantatę Louise de la Miséricorde. Koncertował jako skrzypek w Europie, północnej Afryce i Japonii, często wspólnie z akompaniującym mu na fortepianie Pierre’em Sancanem. Prowadził kursy muzyczne w Instytucie Francuskim w Tokio. Był dyrektorem konserwatorium w Wersalu (1957–1962) oraz Konserwatorium Paryskiego (1962–1983). W 1980 roku został wybrany na członka Académie des Beaux-Arts.
Posługiwał się tonalnym językiem dźwiękowym, pisał muzykę przystępną dla słuchaczy, o przejrzystej konstrukcji formalnej. Wykorzystywał elementy kultury muzycznej Dalekiego Wschodu. Napisał akompaniament fortepianowy do 24 kaprysów na skrzypce solo Niccolò Paganiniego.

## Wybrane kompozycje
(na podstawie materiałów źródłowych)

### Utwory orkiestrowe
- Symphonie concertante na skrzypce i orkiestrę (1949)
- Symphonie japonaise (1951)
- Koncert skrzypcowy (1957)
- poemat symfoniczny Le Port de Delft (1960)
- Koncert wiolonczelowy (1961)
- poemat symfoniczny Les Ménines (1961)
- Koncert fortepianowy (1964)

### Utwory kameralne
- Trio smyczkowe (1941)
- Tableaux indochinois na kwartet smyczkowy (1946)
- Sonata na skrzypce i fortepian (1961)

### Utwory wokalno-instrumentalne
- kantata Louise de la Misericorde na 3 solistów i orkiestrę (1944)

### Opery
- Le Rossignol et l’Empereur (1959)
- Stella ou le Piege de sable (1964)